# Collomia renacta
Collomia renacta là một loài thực vật có hoa trong họ Polemoniaceae. Loài này được Joyal mô tả khoa học đầu tiên năm 1986.